# Lijst van landen in 1944
Hieronder volgt een lijst van landen van de wereld in 1944.

## Uitleg
- Op 1 januari 1944 waren er 52 onafhankelijke staten die door een ruime meerderheid van de overige staten erkend werden (inclusief Andorra[1], exclusief Nieuw-Zeeland[2] en exclusief vazalstaten). In 1944 kwamen IJsland, België, Monaco, Frankrijk, Luxemburg, Polen, Albanië en Griekenland er als onafhankelijke staten bij en verdwijnt Hongarije.
- De in grote mate onafhankelijke Britse dominions zijn weergegeven onder het kopje dominions van het Britse Rijk.
- Alle de facto onafhankelijke staten zonder ruime internationale erkenning zijn weergegeven onder het kopje niet algemeen erkende landen.
- Afhankelijke gebieden en gebieden die vaak als afhankelijk gebied werden beschouwd, zijn weergegeven onder het kopje niet-onafhankelijke gebieden.
- Autonome gebieden en micronaties zijn niet op deze pagina weergegeven.

## Staatkundige veranderingen in 1944
- 1 januari: Syrië wordt erkend als een onafhankelijke republiek. Franse troepen blijven echter tot 17 april 1946.
- 2 februari: de Republiek Corniolo wordt de facto onafhankelijk van de Italiaanse Sociale Republiek. In maart komt de onafhankelijkheid ten einde.
- 2 februari: einde van het Duitse Rijkscommissariaat Oekraïne.
- 10 juni: de Republiek Val Ceno wordt de facto onafhankelijk van de Italiaanse Sociale Republiek. Op 11 juni volgt de Republiek Valsesia, op 17 juni de Republiek Val Taro en de Republiek Montefiorino, op 25 juni de Republiek Valli di Lanzo, op 26 juni de Republiek Torriglia, op 30 juni de Republiek Friuli Orientale en op 7 juli de Republiek Bobbio. Verder volgen in juni ook de Republiek Val d'Enza en Val Parma en de Republiek Val Maira en Val Varaita en in juli de Republiek Cansiglio.
- 3 juni: proclamatie van de Voorlopige Regering van de Franse Republiek. Op 25 augustus wordt Parijs bevrijd.
- 17 juni: IJsland wordt onafhankelijk.
- 11 juli: einde van de onafhankelijkheid van de Republiek Val Ceno. Op 24 juli komt ook de Republiek Val Taro ten einde, op 1 augustus de Republiek Montefiorino, op 21 augustus de Republiek Val d'Enza en Val Varaita, op 27 augustus de Republiek Bobbio. In juli komt ook een einde aan de Republiek Val d'Enza en Val Parma.
- 18 juli: oprichting van het Reichskommissariat Belgien und Nordfrankreich ter vervanging van het Militair bestuur in België en Noord-Frankrijk.
- 10 augustus: einde van de Japanse bezetting van het Amerikaanse eiland Guam.
- 10 augustus: San Marino wordt door Duitsland bezet.
- 12 september: bezetting van Roemenië door de Sovjet-Unie.
- September: de Republiek Alto Monferrato, de Republiek Alto Tortonese, de Republiek Langhe en de Republiek Varzi worden de facto onafhankelijk van de Italiaanse Sociale Republiek. De de facto onafhankelijkheid van de Republiek Cansiglio, de Republiek Valli di Lanzo en de Republiek Friuli Orientale komt ten einde.
- 3 september: einde van de Duitse bezetting van België en Monaco. Beide landen worden weer onafhankelijk.
- 8 september: vorming van de Duitse vazalstaat Macedonië.
- 9 september: Russische bezetting van het Koninkrijk Bulgarije.
- 10 september: de Republiek Ossola wordt de facto onafhankelijk van de Italiaanse Sociale Republiek. Op 18 september volgt de Republiek Pigna, op 26 september de Republiek Carnia en op 10 oktober de Republiek Alba.
- 11 september: einde van de Duitse annexatie/bezetting van Luxemburg. Het land blijft onder geallieerde bezetting tot 12 april 1945 en het noordelijke deel van het land stond van 16 december 1944 tot 28 januari 1945 weer onder Duitse bezetting.
- 19 september: Russische bezetting van Finland.
- 8 oktober: einde van de de facto onafhankelijkheid van de Republiek Pigna. De Republiek Carnia komt ten einde op 10 oktober, op 23 oktober de Republiek Ossola, op 2 november de Republiek Alba, op 27 november de Republiek Torriglia, op 29 november de Republiek Varzi en op 2 december de Republiek Alto Monferrato. Verder komt in november de Republiek Langhe ten einde en in december de Republiek Alto Tortonese.
- 11 oktober: de Sovjet-vazalstaat Toeva wordt door de Sovjet-Unie ingelijfd.
- 13 oktober: het Koninkrijk Griekenland wordt onafhankelijk van Duitsland. De laatste Duitse troepen trekken zich terug op 3 november.
- 16 oktober: Hongarije wordt een Duitse vazalstaat.
- 20 oktober: einde van het Duitse bestuur over Servië.
- 20 oktober: einde van de Duitse vazalstaat Albanië. Het land wordt onafhankelijk.
- 20 oktober: San Marino wordt weer een onafhankelijke staat.
- 3 november: einde van de Duitse vazalstaat Griekse Staat.
- 12 november: Oost-Turkestan wordt de facto onafhankelijk van China.
- 13 november: einde van de Duitse vazalstaat Macedonië. Het gebied wordt bij Joegoslavië gevoegd.
- 15 december: einde van de Duitse vazalstaat Koninkrijk Montenegro. Het gebied wordt bij Joegoslavië gevoegd.
- 31 december: Polen wordt onafhankelijk van Duitsland.

## Algemeen erkende landen

### A
| Korte landsnaam (Nederlands) | Officiële landsnaam (Nederlands)   | Korte landsnaam (oorspronkelijke taal/talen) |
| ---------------------------- | ---------------------------------- | -------------------------------------------- |
| Afghanistan                  | Koninkrijk Afghanistan             | Dari en Pasjtoe: Afghānestān / افغانستان     |
| Albanië (vanaf 20 oktober)   | Democratische Regering van Albanië | Albanees: Shqipëria                          |
| Andorra                      | Vorstendom Andorra                 | Catalaans: Andorra                           |
| Argentinië                   | Argentijnse Republiek              | Spaans: Argentina                            |
| Australië                    | Gemenebest Australië               | Engels: Australia                            |

### B
| Korte landsnaam (Nederlands) | Officiële landsnaam (Nederlands)               | Korte landsnaam (oorspronkelijke taal/talen)      |
| ---------------------------- | ---------------------------------------------- | ------------------------------------------------- |
| België (vanaf 3 september)   | Koninkrijk België                              | Duits: Belgien Frans: Belgique Nederlands: België |
| Bolivia                      | Republiek Bolivia                              | Spaans: Bolivia                                   |
| Brazilië                     | Republiek van de Verenigde Staten van Brazilië | Portugees: Brasil                                 |
| Bulgarije (tot 9 september)  | Koninkrijk Bulgarije                           | Bulgaars: Bălgarija / България                    |

### C
| Korte landsnaam (Nederlands) | Officiële landsnaam (Nederlands) | Korte landsnaam (oorspronkelijke taal/talen) |
| ---------------------------- | -------------------------------- | -------------------------------------------- |
| Canada                       | Dominion Canada                  | Engels en Frans: Canada                      |
| Chili                        | Republiek Chili                  | Spaans: Chile                                |
| China                        | Republiek China                  | Mandarijn: Zhongguo / 中國                   |
| Colombia                     | Republiek Colombia               | Spaans: Colombia                             |
| Costa Rica                   | Republiek Costa Rica             | Spaans: Costa Rica                           |
| Cuba                         | Republiek Cuba                   | Spaans: Cuba                                 |

### D
| Korte landsnaam (Nederlands) | Officiële landsnaam (Nederlands) | Korte landsnaam (oorspronkelijke taal/talen) |
| ---------------------------- | -------------------------------- | -------------------------------------------- |
| Dominicaanse Republiek       | Dominicaanse Republiek           | Spaans: Republica Dominicana                 |
| nazi-Duitsland               | Groot-Duitse Rijk                | Duits: Deutschland                           |

### E
| Korte landsnaam (Nederlands) | Officiële landsnaam (Nederlands) | Korte landsnaam (oorspronkelijke taal/talen) |
| ---------------------------- | -------------------------------- | -------------------------------------------- |
| Ecuador                      | Republiek Ecuador                | Spaans: Ecuador                              |
| El Salvador                  | Republiek El Salvador            | Spaans: El Salvador                          |
| Ethiopië                     | Keizerrijk Ethiopië              | Amhaars: Ītyop'iya / ኢትዮጵያ                   |

### F
| Korte landsnaam (Nederlands) | Officiële landsnaam (Nederlands) | Korte landsnaam (oorspronkelijke taal/talen) |
| ---------------------------- | -------------------------------- | -------------------------------------------- |
| Finland (tot 19 september)   | Republiek Finland                | Fins: Suomi Zweeds: Finland                  |
| Frankrijk (vanaf 3 juni)     | Franse Republiek                 | Frans: France                                |

### G
| Korte landsnaam (Nederlands)   | Officiële landsnaam (Nederlands) | Korte landsnaam (oorspronkelijke taal/talen) |
| ------------------------------ | -------------------------------- | -------------------------------------------- |
| Griekenland (vanaf 13 oktober) | Koninkrijk Griekenland           | Grieks: Hellas / 'Ελλας                      |
| Guatemala                      | Republiek Guatemala              | Spaans: Guatemala                            |

### H
| Korte landsnaam (Nederlands) | Officiële landsnaam (Nederlands) | Korte landsnaam (oorspronkelijke taal/talen) |
| ---------------------------- | -------------------------------- | -------------------------------------------- |
| Haïti                        | Republiek Haïti                  | Frans: Haïti                                 |
| Honduras                     | Republiek Honduras               | Spaans: Honduras                             |
| Hongarije (tot 16 oktober)   | Koninkrijk Hongarije             | Hongaars: Magyarország                       |

### I
| Korte landsnaam (Nederlands) | Officiële landsnaam (Nederlands) | Korte landsnaam (oorspronkelijke taal/talen) |
| ---------------------------- | -------------------------------- | -------------------------------------------- |
| Ierland                      | Ierland                          | Engels: Ireland Iers: Éire                   |
| IJsland (vanaf 17 juni)      | IJsland                          | IJslands: Ísland                             |

### J
| Korte landsnaam (Nederlands) | Officiële landsnaam (Nederlands)  | Korte landsnaam (oorspronkelijke taal/talen)                                    |
| ---------------------------- | --------------------------------- | ------------------------------------------------------------------------------- |
| Japans Keizerrijk            | Groot Keizerrijk Japan            | Japans: Nihon / 日本                                                            |
| Jemen                        | Mutawakkilitisch Koninkrijk Jemen | Arabisch: al-Yaman / اليمن                                                      |
| Joegoslavië                  | Democratisch Federaal Joegoslavië | Macedonisch en Servo-Kroatisch: Jugoslavija / Југославија Sloveens: Jugoslavija |

### L
| Korte landsnaam (Nederlands) | Officiële landsnaam (Nederlands) | Korte landsnaam (oorspronkelijke taal/talen) |
| ---------------------------- | -------------------------------- | -------------------------------------------- |
| Liberia                      | Republiek Liberia                | Engels: Liberia                              |
| Liechtenstein                | Vorstendom Liechtenstein         | Duits: Liechtenstein                         |

### M
| Korte landsnaam (Nederlands) | Officiële landsnaam (Nederlands) | Korte landsnaam (oorspronkelijke taal/talen) |
| ---------------------------- | -------------------------------- | -------------------------------------------- |
| Mexico                       | Verenigde Mexicaanse Staten      | Spaans: México                               |
| Monaco (vanaf 3 september)   | Vorstendom Monaco                | Frans: Monaco                                |

### N
| Korte landsnaam (Nederlands) | Officiële landsnaam (Nederlands) | Korte landsnaam (oorspronkelijke taal/talen) |
| ---------------------------- | -------------------------------- | -------------------------------------------- |
| Nepal                        | Koninkrijk Nepal                 | Nepalees: Nepal / नेपाल                        |
| Nicaragua                    | Republiek Nicaragua              | Spaans: Nicaragua                            |

### P
| Korte landsnaam (Nederlands) | Officiële landsnaam (Nederlands) | Korte landsnaam (oorspronkelijke taal/talen) |
| ---------------------------- | -------------------------------- | -------------------------------------------- |
| Panama                       | Republiek Panama                 | Spaans: Panamá                               |
| Paraguay                     | Republiek Paraguay               | Spaans: Paraguay                             |
| Peru                         | Peruviaanse Republiek            | Spaans: Perú                                 |
| Polen (vanaf 31 december)    | Republiek Polen                  | Pools: Polska                                |
| Portugal                     | Portugese Republiek              | Portugees: Portugal                          |

### R
| Korte landsnaam (Nederlands) | Officiële landsnaam (Nederlands) | Korte landsnaam (oorspronkelijke taal/talen) |
| ---------------------------- | -------------------------------- | -------------------------------------------- |
| Roemenië (tot 12 september)  | Koninkrijk Roemenië              | Roemeens: România                            |

### S
| Korte landsnaam (Nederlands)                     | Officiële landsnaam (Nederlands)                 | Korte landsnaam (oorspronkelijke taal/talen)          |
| ------------------------------------------------ | ------------------------------------------------ | ----------------------------------------------------- |
| San Marino (tot 10 augustus en vanaf 20 oktober) | Republiek San Marino                             | Italiaans: San Marino                                 |
| Saoedi-Arabië                                    | Koninkrijk Saoedi-Arabië                         | Arabisch: al-ʿArabiya as-Saʿūdiyya / العربيّة السعودية |
| Sovjet-Unie                                      | Unie van Socialistische Sovjetrepublieken (USSR) | Russisch: Sovjetski Sojoez / Советский Союз           |
| Spanje                                           | Spaanse Staat                                    | Spaans: España                                        |

### T
| Korte landsnaam (Nederlands) | Officiële landsnaam (Nederlands) | Korte landsnaam (oorspronkelijke taal/talen) |
| ---------------------------- | -------------------------------- | -------------------------------------------- |
| Thailand                     | Koninkrijk Thailand              | Thai: Prathet Thai / ประเทศไทย               |
| Turkije                      | Republiek Turkije                | Turks: Türkiye                               |

### U
| Korte landsnaam (Nederlands) | Officiële landsnaam (Nederlands)    | Korte landsnaam (oorspronkelijke taal/talen) |
| ---------------------------- | ----------------------------------- | -------------------------------------------- |
| Uruguay                      | Republiek ten oosten van de Uruguay | Spaans: Uruguay                              |

### V
| Korte landsnaam (Nederlands) | Officiële landsnaam (Nederlands)                          | Korte landsnaam (oorspronkelijke taal/talen) |
| ---------------------------- | --------------------------------------------------------- | -------------------------------------------- |
| Vaticaanstad                 | Staat Vaticaanstad                                        | Italiaans: Città del Vaticano                |
| Venezuela                    | Verenigde Staten van Venezuela                            | Spaans: Venezuela                            |
| Verenigd Koninkrijk          | Verenigd Koninkrijk van Groot-Brittannië en Noord-Ierland | Engels: United Kingdom                       |
| Verenigde Staten             | Verenigde Staten van Amerika                              | Engels: United States                        |

### Z
| Korte landsnaam (Nederlands) | Officiële landsnaam (Nederlands) | Korte landsnaam (oorspronkelijke taal/talen)                        |
| ---------------------------- | -------------------------------- | ------------------------------------------------------------------- |
| Zuid-Afrika                  | Unie van Zuid-Afrika             | Afrikaans: Suid-Afrika Engels: South Africa Nederlands: Zuid-Afrika |
| Zweden                       | Koninkrijk Zweden                | Zweeds: Sverige                                                     |
| Zwitserland                  | Zwitserse Bondsstaat             | Duits: Schweiz Frans: Suisse Italiaans: Svizzera                    |

## Dominions van het Britse Rijk
De dominions van het Britse Rijk hadden een grote mate van onafhankelijkheid. Met het Statuut van Westminster (1931) werden de dominions onafhankelijk van het Verenigd Koninkrijk, maar in Nieuw-Zeeland was het statuut nog niet geratificeerd door het lokale parlement. Newfoundland was de jure ook een dominion van het Britse Rijk, maar had in 1934 het zelfbestuur opgegeven.
| Korte landsnaam (Nederlands) | Officiële landsnaam (Nederlands) | Korte landsnaam (oorspronkelijke taal/talen) |
| ---------------------------- | -------------------------------- | -------------------------------------------- |
| Nieuw-Zeeland                | Dominion Nieuw-Zeeland           | Engels: New Zealand                          |

## Niet algemeen erkende landen
In onderstaande lijst zijn landen opgenomen die een ruime internationale erkenning misten, maar wel de facto onafhankelijk waren en de onafhankelijkheid hadden uitgeroepen.
| Korte landsnaam (Nederlands)                        | Officiële landsnaam (Nederlands)   | Korte landsnaam (oorspronkelijke taal/talen)   |
| --------------------------------------------------- | ---------------------------------- | ---------------------------------------------- |
| Alba (van 10 oktober tot 2 november)                | Republiek Alba                     | Italiaans: Alba                                |
| Alto Monferrato (van september tot 2 december)      | Republiek Alto Monferrato          | Italiaans: Alto Monferrato                     |
| Alto Tortonese (van september tot december)         | Republiek Alto Tortonese           | Italiaans: Alto Tortonese                      |
| Bobbio (van 7 juli tot 27 augustus)                 | Republiek Bobbio                   | Italiaans: Bobbio                              |
| Cassiglio (van juli tot september)                  | Republiek Cassiglio                | Italiaans: Cassiglio                           |
| Carnia (van 26 september tot 10 oktober)            | Republiek Carnia                   | Italiaans: Carnia                              |
| Corniolo (van 2 februari tot maart)                 | Republiek Corniolo                 | Italiaans: Corniolo                            |
| Friuli Orientale (van 30 juni tot september)        | Republiek Friuli Orientale         | Italiaans: Friuli Orientale                    |
| Langhe (van september tot november)                 | Republiek Langhe                   | Italiaans: Langhe                              |
| Mongolië                                            | Volksrepubliek Mongolië            | Mongools: Mongol Uls / Монгол Улс /            |
| Montefiorino (van 17 juni tot 1 augustus)           | Republiek Montefiorino             | Italiaans: Montefiorino                        |
| Oost-Turkestan (vanaf 12 november)                  | Oost-Turkestaanse Republiek        | Oeigoers: Sherqiy Türkistan / شەرقىي تۈركىستان |
| Ossola (van 10 september tot 23 oktober)            | Republiek Ossola                   | Italiaans: Ossola                              |
| Pigna (van 18 september tot 9 oktober)              | Republiek Pigna                    | Italiaans: Pigna                               |
| Tibet                                               | Tibet                              | Tibetaans: Bod / བོད་                           |
| Torriglia (van 26 juni tot 27 november)             | Republiek Torriglia                | Italiaans: Torriglia                           |
| Val Ceno (van 10 juni tot 11 juli)                  | Republiek Val Ceno                 | Italiaans: Val Ceno                            |
| Val d'Enza en Val Parma (van juni tot juli)         | Republiek Val d'Enza en Val Parma  | Italiaans: Val d'Enza e Val Parma              |
| Val Maira en Val Varaita (van juni tot 21 augustus) | Republiek Val Maira en Val Varaita | Italiaans: Val Maira e Val Varaita             |
| Val Taro (van 15 juni tot 24 juli)                  | Republiek Val Taro                 | Italiaans: Val Taro                            |
| Valli di Lanzo (van 25 juni tot september)          | Republiek Valli di Lanzo           | Italiaans: Valli di Lanzo                      |
| Valsesia (vanaf 11 juni)                            | Republiek Valsesia                 | Italiaans: Valsesia                            |
| Varzi (van september tot 29 november)               | Republiek Varzi                    | Italiaans: Varzi                               |

## Niet-onafhankelijke gebieden
Hieronder staat een lijst van afhankelijke gebieden inclusief Åland en Spitsbergen.

### Amerikaans-Britse condominia
| Korte landsnaam (Nederlands) | Status      | Korte landsnaam (oorspronkelijke taal/talen) |
| ---------------------------- | ----------- | -------------------------------------------- |
| Canton en Enderbury          | Condominium | Engels: Canton and Enderbury Islands         |

### Amerikaanse niet-onafhankelijke gebieden
De Amerikaanse Maagdeneilanden en Puerto Rico waren organized unincorporated territories, wat wil zeggen dat het afhankelijke gebieden waren van de Verenigde Staten met een bepaalde vorm van zelfbestuur. Daarnaast waren er nog een aantal unorganized unincorporated territories: Amerikaans-Samoa, Baker, Guam (tot 10 augustus door Japan bezet), Howland, Jarvis, Johnston, Kingman, Midway, Navassa, de Panamakanaalzone, de Petreleilanden, Quita Sueño, Roncador, Serrana, Serranilla, de Swaneilanden. Deze gebieden waren ook afhankelijke gebieden van de VS, maar kenden geen vorm van zelfbestuur. Alaska en Hawaï waren als organized incorporated territories een integraal onderdeel van de VS en zijn derhalve niet in onderstaande lijst opgenomen. Groenland was een Deense kolonie, maar stond vanwege de Duitse bezetting van Denemarken onder Amerikaanse protectie.
Diverse eilandgebieden werden door de Verenigde Staten geclaimd als unorganized unincorporated territories, maar werden door andere landen bestuurd. De eilandgebieden Birnie, Caroline, Fanning, Flint, Funafuti, Gardner, Kersteiland, Malden, McKean, Nukufetau, Nukulaelae, Niulakita, Phoenix, Starbuck, Sydney, Vostok en Washington vielen onder het bestuur van het Verenigd Koninkrijk (als onderdeel van de Gilbert- en Ellice-eilanden). De eilandgebieden Manihiki, Penrhyn, Pukapuka en Rakahanga vielen onder het bestuur van de Nieuw-Zeeland (als onderdeel van de Cookeilanden); en de eilandgebieden Atafu, Bowditch en Nukunonu vielen onder het bestuur van Nieuw-Zeeland (als onderdeel van de Unie-eilanden, die bestuurd werden vanuit West-Samoa). De Filipijnen en Wake waren officieel afhankelijke gebieden van de VS, maar stonden onder Japanse bezetting.
| Korte landsnaam (Nederlands) | Status                                                         | Korte landsnaam (oorspronkelijke taal/talen) |
| ---------------------------- | -------------------------------------------------------------- | -------------------------------------------- |
| Amerikaanse Maagdeneilanden  | Organized unincorporated territory                             | Engels: United States Virgin Islands         |
| Amerikaans-Samoa             | Unorganized unincorporated territory                           | Engels: American Samoa                       |
| Baker                        | Unorganized unincorporated territory                           | Engels: Baker Island                         |
| Groenland                    | Zichzelf besturende Deense kolonie onder Amerikaanse protectie | Deens: Grønland Engels: Greenland            |
| Guam (vanaf 10 augustus)     | Unorganized unincorporated territory                           | Engels: Guam                                 |
| Howland                      | Unorganized unincorporated territory                           | Engels: Howland Island                       |
| Jarvis                       | Unorganized unincorporated territory                           | Engels: Jarvis Island                        |
| Johnston                     | Unorganized unincorporated territory                           | Engels: Johnston Atoll                       |
| Kingman                      | Unorganized unincorporated territory                           | Engels: Kingman Reef                         |
| Midway                       | Unorganized unincorporated territory                           | Engels: Midway Islands                       |
| Navassa                      | Unorganized unincorporated territory                           | Engels: Navassa Island                       |
| Panamakanaalzone             | Unorganized unincorporated territory                           | Engels: Panama Canal Zone                    |
| Petreleilanden               | Unorganized unincorporated territory                           | Engels: Petrel Islands                       |
| Puerto Rico                  | Organized unincorporated territory                             | Engels en Spaans: Puerto Rico                |
| Quita Sueño                  | Unorganized unincorporated territory                           | Engels: Quitasueño Bank                      |
| Roncador                     | Unorganized unincorporated territory                           | Engels: Roncador Bank                        |
| Serrana                      | Unorganized unincorporated territory                           | Engels: Serrana Bank                         |
| Serranilla                   | Unorganized unincorporated territory                           | Engels: Serranilla Bank                      |
| Swaneilanden                 | Unorganized unincorporated territory                           | Engels: Swan Islands                         |

### Australische niet-onafhankelijke gebieden
De externe territoria van Australië werden door de Australische overheid gezien als een integraal onderdeel van Australië, maar werden vaak toch beschouwd als afhankelijke gebieden van Australië.
| Korte landsnaam (Nederlands)        | Status             | Korte landsnaam (oorspronkelijke taal/talen) |
| ----------------------------------- | ------------------ | -------------------------------------------- |
| Australisch Antarctisch Territorium | Extern territorium | Engels: Australian Antarctic Territory       |
| Norfolk                             | Extern territorium | Engels: Norfolk Island                       |
| Papoea                              | Extern territorium | Engels: Papua                                |

### Belgische niet-onafhankelijke gebieden
| Korte landsnaam (Nederlands) | Status        | Korte landsnaam (oorspronkelijke taal/talen)  |
| ---------------------------- | ------------- | --------------------------------------------- |
| Belgisch-Congo               | Kolonie       | Frans: Congo belge Nederlands: Belgisch-Congo |
| Ruanda-Urundi                | Mandaatgebied | Frans en Nederlands: Ruanda-Urundi            |

### Brits-Franse condominia
| Korte landsnaam (Nederlands) | Status      | Korte landsnaam (oorspronkelijke taal/talen)  |
| ---------------------------- | ----------- | --------------------------------------------- |
| Nieuwe Hebriden              | Condominium | Engels: New Hebrides Frans: Nouvelle-Hébrides |

### Britse niet-onafhankelijke gebieden
In onderstaande lijst zijn onder meer de Britse (kroon)kolonies en protectoraten weergegeven. Jersey, Guernsey en Man hadden als Britse Kroonbezittingen niet de status van kolonie, maar hadden een andere relatie tot het Verenigd Koninkrijk. Bhutan en Tonga stonden als protected states onder Britse protectie, maar waren, in tegenstelling tot daadwerkelijke protectoraten, grotendeels autonoom aangaande interne aangelegenheden. De Britse Salomonseilanden, Canton en Enderbury (een Amerikaans-Brits condominium), Fiji (inclusief de Pitcairneilanden), de Gilbert- en Ellice-eilanden, de Nieuwe Hebriden (een Brits-Frans condominium) en Tonga werden door één enkele vertegenwoordiger van de Britse Kroon bestuurd onder de naam Britse West-Pacifische Territoria, maar zijn wel apart in de lijst opgenomen. Basutoland, Beetsjoeanaland en Swaziland werden door een vertegenwoordiger bestuurd onder de naam High Commission Territories, maar zijn ook apart in de lijst opgenomen. Bahrein, Koeweit, Muscat en Oman, Qatar en de Verdragsstaten waren protected states en vielen als zodanig onder de Persian Gulf Residency. Ook deze landen zijn apart in de lijst opgenomen. Newfoundland was de jure een onafhankelijk dominion, maar had in 1934 het zelfbestuur opgegeven. Brits-Indië is de term die refereert aan het Britse gezag op het Indische subcontinent. Het bestond uit gebieden die onder direct gezag vielen van de Britse Kroon (het eigenlijke Brits-Indië) en vele semi-onafhankelijke vorstenlanden (princely states) die door hun eigen lokale heersers werden bestuurd, maar onderhorig waren aan de Britse kolonisator. Deze vorstenlanden staan niet in onderstaande lijst vermeld, maar zijn weergegeven op de pagina vorstenlanden van Brits-Indië. Het Koninkrijk Egypte was sinds 1922 de jure onafhankelijk van het Verenigd Koninkrijk, maar stond tot aan de staatsgreep door de Vrije Officieren in 1952 onder grote Britse invloed.
| Korte landsnaam (Nederlands)  | Status                                           | Korte landsnaam (oorspronkelijke taal/talen)                                            |
| ----------------------------- | ------------------------------------------------ | --------------------------------------------------------------------------------------- |
| Aden                          | Kroonkolonie                                     | Engels: Aden Colony                                                                     |
| Aden                          | Protectoraat                                     | Arabisch: Maḥmiyyat ʿAdan / محمية عدن Engels: Aden Protectorate                         |
| Anglo-Egyptisch Soedan        | Condominium                                      | Arabisch: السودان الأنجلو مصري Engels: Anglo-Egyptian Sudan                             |
| Bahama-eilanden               | Kroonkolonie                                     | Engels: The Bahamas                                                                     |
| Bahrein                       | Protected state                                  | Arabisch: al-Bahrayn / البحرين Engels: Bahrain                                          |
| Barbados                      | Kroonkolonie                                     | Engels: Barbados                                                                        |
| Basutoland                    | Kolonie                                          | Engels: Basutoland                                                                      |
| Beetsjoeanaland               | Protectoraat                                     | Engels: Bechuanaland                                                                    |
| Bermuda                       | Kroonkolonie                                     | Engels: Bermuda                                                                         |
| Bhutan                        | Protected state: Koninkrijk Bhutan               | Dzongkha: Druk Yul / འབྲུག་ཡུལ་ Engels: Bhutan                                             |
| Brits-Ceylon                  | Kroonkolonie                                     | Engels: Ceylon                                                                          |
| Britse Benedenwindse Eilanden | Kroonkolonie                                     | Engels: British Leeward Islands                                                         |
| Britse Bovenwindse Eilanden   | Kroonkolonie                                     | Engels: British Windward Islands                                                        |
| Britse Goudkust               | Kroonkolonie                                     | Engels: Gold Coast                                                                      |
| Britse Salomonseilanden       | Protectoraat                                     | Engels: British Solomon Islands                                                         |
| Brits-Guiana                  | Kroonkolonie                                     | Engels: British Guiana                                                                  |
| Brits-Honduras                | Kroonkolonie                                     | Engels: British Honduras                                                                |
| Brits-Indië                   | Kroonkolonie                                     | Engels: British Raj / Indian Empire / India                                             |
| Brits-Kameroen                | Mandaatgebied                                    | Engels: Cameroons                                                                       |
| Brits-Somaliland              | Protectoraat                                     | Engels: British Somaliland                                                              |
| Brits-Togoland                | Mandaatgebied                                    | Engels: British Togoland                                                                |
| Cyprus                        | Kroonkolonie                                     | Engels: Cyprus                                                                          |
| Egypte                        | Vazalstaat: Koninkrijk Egypte                    | Arabisch: Miṣr / مصر Engels: Egypt                                                      |
| Eritrea                       | Brits militair bestuur over Italiaans-Eritrea    | Engels en Italiaans: Eritrea                                                            |
| Faeröer                       | Militaire bezetting                              | Deens: Færøerne Engels: Faroe Islands                                                   |
| Falklandeilanden              | Kroonkolonie                                     | Engels: Falkland Islands                                                                |
| Fiji                          | Kolonie                                          | Engels: Fiji                                                                            |
| Gambia                        | Protectoraat en Kroonkolonie                     | Engels: The Gambia                                                                      |
| Gibraltar                     | Kroonkolonie                                     | Engels: Gibraltar                                                                       |
| Gilbert- en Ellice-eilanden   | Kroonkolonie                                     | Engels: Gilbert and Ellice Islands                                                      |
| Heard en McDonaldeilanden     | Overzees bezit                                   | Engels: Heard Island and McDonald Islands                                               |
| Irak                          | Koninkrijk Irak onder Britse bezetting           | Arabisch: al-ʿIrāq / العراق Engels: Iraq                                                |
| Jamaica                       | Kroonkolonie                                     | Engels: Jamaica                                                                         |
| Kenia                         | Kroonkolonie en protectoraat                     | Engels: Kenya                                                                           |
| Koeweit                       | Protected state: Sjeikdom Koeweit                | Arabisch: al-Kuwayt / الكويت Engels: Kuwait                                             |
| Line-eilanden                 | Overzees bezit                                   | Engels: Line Islands                                                                    |
| Maldivische Eilanden          | Protectoraat: Sultanaat der Maldiven             | Engels: Maldive Islands                                                                 |
| Malta                         | Kroonkolonie                                     | Engels: Malta                                                                           |
| Man                           | Brits Kroonbezit                                 | Engels: Isle of Man Manx-Gaelisch: Ellan Vannin                                         |
| Mauritius                     | Kroonkolonie                                     | Engels: Mauritius                                                                       |
| Muscat en Oman                | Protected state: Sultanaat Muscat en Oman        | Arabisch: Umān / عُمان Engels: Oman                                                      |
| Newfoundland                  | Dominion zonder zelfbestuur                      | Engels: Newfoundland                                                                    |
| Nigeria                       | Kroonkolonie en protectoraat                     | Engels: Nigeria                                                                         |
| Noord-Rhodesië                | Protectoraat                                     | Engels: Northern Rhodesia                                                               |
| Nyasaland                     | Protectoraat                                     | Engels: Nyasaland                                                                       |
| Oeganda                       | Protectoraat                                     | Engels: Uganda                                                                          |
| Palestina                     | Mandaatgebied                                    | Arabisch: Filasţīn / فلسطين Engels: Palestine Hebreeuws: Palestína (EY) / (פָּלֶשְׂתִּינָה (א"י |
| Prins Edwardeilanden          | Overzees bezit                                   | Engels: Prince Edward Islands                                                           |
| Qatar                         | Protected state                                  | Arabisch: Qatar / قطر Engels: Qatar                                                     |
| Seychellen                    | Kroonkolonie                                     | Engels: Seychelles                                                                      |
| Sierra Leone                  | Kroonkolonie en protectoraat                     | Engels: Sierra Leone                                                                    |
| Sint-Helena                   | Kroonkolonie                                     | Engels: Saint Helena                                                                    |
| Somalië                       | Brits militair bestuur over Italiaans-Somaliland | Engels en Italiaans: Somalia                                                            |
| Suezkanaalzone                | Kroonkolonie                                     | Engels: Suez Canal Zone                                                                 |
| Swaziland                     | Protectoraat: Koninkrijk Swaziland               | Engels: Swaziland Swazi: eSwatini                                                       |
| Tanganyika                    | Mandaatgebied                                    | Engels: Tanganyika                                                                      |
| Tonga                         | Protectoraat: Koninkrijk Tonga                   | Engels en Tongaans: Tonga                                                               |
| Transjordanië                 | Mandaatgebied: Emiraat Transjordanië             | Arabisch: Sharq al-ʾUrdun / شرق الأردن Engels: Transjordan                              |
| Trinidad en Tobago            | Kroonkolonie                                     | Engels: Trinidad and Tobago                                                             |
| Verdragsstaten                | Protected states                                 | Arabisch: ولايات الساحل المتصالح Engels: Trucial States                                 |
| Zanzibar                      | Protectoraat: Sultanaat Zanzibar                 | Arabisch: Zanjibār / زنجبار Engels: Zanzibar                                            |
| Zuid-Rhodesië                 | Kroonkolonie                                     | Engels: Southern Rhodesia                                                               |

### Brits-Russische niet-onafhankelijke gebieden
| Korte landsnaam (Nederlands) | Status                                              | Korte landsnaam (oorspronkelijke taal/talen)              |
| ---------------------------- | --------------------------------------------------- | --------------------------------------------------------- |
| Iran                         | Keizerrijk Iran onder Britse en Russische bezetting | Engels: Iran Perzisch: Īrān / ایران Russisch: Iran / Иран |

### Duitse niet-onafhankelijke gebieden
| Korte landsnaam (Nederlands)                  | Status | Korte landsnaam (oorspronkelijke taal/talen)                                                                 |
| --------------------------------------------- | --- | --- |
| Albanië (tot 20 oktober)                      | Vazalstaat: Koninkrijk Albanië | Albanees: Shqipëria                                                                                          |
| België en Noord-Frankrijk (tot 3 september)   | Militärverwaltung in Belgien und Nordfrankreich (tot 18 juli) Reichskommissariat Belgien und Nordfrankreich (van 18 juli tot 3 september) | Duits: Belgien und Nordfrankreich Frans: Belgique et Nord de la France Nederlands: België en Noord-Frankrijk |
| Bohemen en Moravië                            | Protectoraat | Duits: Böhmen und Mähren Tsjechisch: Čechy a Morava                                                          |
| Denemarken                                    | Koninkrijk Denemarken onder Duitse bezetting                                                                                              | Deens: Danmark Duits: Dänemark                                                                               |
| Frankrijk (tot 25 augustus)                   | Militärverwaltung in Frankreich (zone nord)                                                                                               | Duits: Frankreich Frans: France                                                                              |
| Frankrijk                                     | Bezet gebied (zone sud) | Frans: France                                                                                                |
| Griekenland (tot 3 november)                  | Vazalstaat: Griekse Staat | Grieks: Hellas / 'Ελλας                                                                                      |
| Hongarije (vanaf 16 oktober)                  | Vazalstaat: Hongaarse Staat | Hongaars: Magyar                                                                                             |
| Italiaanse Sociale Republiek                  | Vazalstaat | Italiaans: Repubblica Sociale Italiana                                                                       |
| Kroatië                                       | Vazalstaat: Onafhankelijke Staat Kroatië                                                                                                  | Kroatisch: Hrvatska                                                                                          |
| Macedonië (vanaf 8 september tot 13 november) | Vazalstaat: Onafhankelijke Staat Macedonië                                                                                                | Macedonisch: Makedonija / Македонија                                                                         |
| Monaco (tot 3 september)                      | Vorstendom Monaco onder militaire bezetting                                                                                               | Duits en Frans: Monaco                                                                                       |
| Montenegro (tot 15 december)                  | Vazalstaat: Onafhankelijke Staat Montenegro                                                                                               | Montenegrijns: Crna Gora / Црна Гора                                                                         |
| Nederland                                     | Reichskommissariat Niederlande | Duits: Niederlande Nederlands: Nederland                                                                     |
| Noorwegen                                     | Reichskommissariat Norwegen | Bokmål: Norge Duits: Norwegen Nynorsk: Noreg                                                                 |
| Oekraïne (tot 2 februari)                     | Reichskommissariat Ukraine | Duits: Ukraine Oekraïens: Ukraina / Україна                                                                  |
| Ostland                                       | Reichskommissariat Ostland | Duits: Ostland                                                                                               |
| San Marino (van 10 augustus tot 20 oktober)   | Militaire bezetting van de Republiek San Marino                                                                                           | Duits en Italiaans: San Marino                                                                               |
| Servië (tot 20 oktober)                       | Gebiet des Militärbefehlshabers in Serbien                                                                                                | Duits: Serbien Servisch: Srbija / Србија                                                                     |
| Slowakije                                     | Vazalstaat: Slowaakse Republiek | Slowaaks: Slovensko                                                                                          |

### Finse niet-onafhankelijke gebieden
Åland maakte eigenlijk integraal onderdeel uit van Finland, maar heeft sinds de Vrede van Parijs (1856) een internationaal erkende speciale status met grote autonomie.
| Korte landsnaam (Nederlands) | Status          | Korte landsnaam (oorspronkelijke taal/talen) |
| ---------------------------- | --------------- | -------------------------------------------- |
| Åland                        | Autonoom gebied | Zweeds: Åland                                |

### Franse niet-onafhankelijke gebieden
Het Europese deel van Frankrijk stond (gedeeltelijk) onder Duitse bezetting. De Franse overzeese gebiedsdelen stonden echter, met uitzondering van de Unie van Indochina, onder controle van het Franse bevrijdingsleger (Armée française de la Libération). Frans-West-Afrika was een federatie van Franse koloniën bestaande uit Dahomey, Frans-Guinea, Frans-Soedan, Ivoorkust, Mauritanië, Niger en Senegal. Frans-Equatoriaal Afrika was een kolonie die bestond uit vier territoria: Gabon, Midden-Congo, Oubangui-Chari en Tsjaad. De Unie van Indochina, ofwel Frans-Indochina, was een federatie die bestond uit het Protectoraat Cambodja, het Koninkrijk Laos, het Protectoraat Annam, het Protectoraat Tonkin en de kolonie Frans-Cochin-China. Algerije werd, met uitzondering van de zuidelijke territoria, bestuurd als een integraal onderdeel van Frankrijk, maar is wel apart in de lijst opgenomen.
| Korte landsnaam (Nederlands) | Status                                                                 | Korte landsnaam (oorspronkelijke taal/talen) |
| ---------------------------- | ---------------------------------------------------------------------- | -------------------------------------------- |
| Algerije                     | Verzameling departementen en territoria                                | Frans: Algérie                               |
| Frans-Equatoriaal-Afrika     | Kolonie                                                                | Frans: Afrique équatoriale française         |
| Frans-Guyana                 | Kolonie                                                                | Frans: Guyane                                |
| Frans-Indië                  | Kolonie                                                                | Frans: Établissements français de l'Inde     |
| Frans-Kameroen               | Mandaatgebied                                                          | Frans: Cameroun                              |
| Frans-Madagaskar             | Kolonie                                                                | Frans: Madagascar                            |
| Frans-Marokko                | Protectoraat                                                           | Arabisch: al-Maghrib / المغرب Frans: Maroc   |
| Frans-Oceanië                | Kolonie                                                                | Frans: Océanie française                     |
| Frans-Somaliland             | Kolonie                                                                | Frans: Côte française des Somalis            |
| Frans-Togoland               | Mandaatgebied                                                          | Frans: Togoland français                     |
| Frans-West-Afrika            | Kolonie                                                                | Frans: Afrique occidentale française         |
| Guadeloupe                   | Kolonie                                                                | Frans: Guadeloupe                            |
| Inini                        | Kolonie                                                                | Frans: Inini                                 |
| Martinique                   | Kolonie                                                                | Frans: Martinique                            |
| Nieuw-Caledonië              | Kolonie                                                                | Frans: Nouvelle-Calédonie                    |
| Réunion                      | Kolonie                                                                | Frans: Réunion                               |
| Saint-Pierre en Miquelon     | Kolonie                                                                | Frans: Saint-Pierre et Miquelon              |
| Tunesië                      | Protectoraat                                                           | Arabisch: Tūnis / تونس Frans: Tunisie        |
| Unie van Indochina           | Federatie van Franse koloniën en protectoraten: Indo-Chinese Federatie | Frans: Fédération indochinoise               |
| Wallis en Futuna             | Kolonie                                                                | Frans: Wallis-et-Futuna                      |

### Niet-onafhankelijke gebieden onder geallieerde bezetting
| Korte landsnaam (Nederlands) | Status                                                        | Korte landsnaam (oorspronkelijke taal/talen)          |
| ---------------------------- | ------------------------------------------------------------- | ----------------------------------------------------- |
| Italië                       | Koninkrijk Italië onder geallieerde bezetting                 | Italiaans: Italia                                     |
| Libanon                      | Republiek Libanon onder een Brits-Franse militaire bezetting  | Arabisch: Lubnān / لبنان Engels: Lebanon Frans: Liban |
| Libië                        | Geallieerde bezetting van Libië                               | Arabisch: Lībiyā / ليبيا Engels: Libya Frans: Libye   |
| Syrië                        | Syrische Republiek onder een Brits-Franse militaire bezetting | Arabisch: Engels: Syria Frans: Syrie                  |

### Italiaanse niet-onafhankelijke gebieden
De Italiaanse Egeïsche Eilanden stonden onder Duitse bezetting en waren formeel een onderdeel van de Italiaanse Sociale Republiek, een vazalstaat van Duitsland.
| Korte landsnaam (Nederlands) | Status  | Korte landsnaam (oorspronkelijke taal/talen)           |
| ---------------------------- | ------- | ------------------------------------------------------ |
| Italiaanse Egeïsche Eilanden | Kolonie | Italiaans: Possedimenti Italiani delle isole dell'Egeo |

### Japanse niet-onafhankelijke gebieden
| Korte landsnaam (Nederlands) | Status                                                              | Korte landsnaam (oorspronkelijke taal/talen)               |
| ---------------------------- | ------------------------------------------------------------------- | ---------------------------------------------------------- |
| Birma                        | Vazalstaat: Staat Birma                                             | Birmaans: ဗမာ Engels: Burma Japans: Biruma-koku / ビルマ国  |
| Borneo                       | Bezet gebied                                                        | Japans:                                                    |
| Filipijnen                   | Vazalstaat: Republiek van de Filipijnen                             | Filipijns: Pilipinas Japans: Firipin / フィリピン          |
| Guam (tot 10 augustus)       | Bezet gebied                                                        | Japans: Guamu / グアム                                     |
| Hongkong                     | Bezet gebied                                                        | Japans:                                                    |
| Japans-China                 | Vazalstaat: Republiek China                                         | Chinees: Zhōnghuá Mínguó / 中華民國 Japans:                |
| Korea                        | Afhankelijk gebied                                                  | Japans: Chōsen Koreaans: Chosŏn / 한국                     |
| Malakka                      | Bezet gebied                                                        | Japans:                                                    |
| Mantsjoekwo                  | Vazalstaat: Grote Keizerrijk Mantsjoekwo                            | Chinees: Mănzhōu Guó / 滿洲國 Japans: Manshū koku / 滿洲國 |
| Nauru                        | Bezet gebied                                                        | Japans:                                                    |
| Nederlands-Indië             | Bezet gebied                                                        | Japans: Nederlands: Nederlands-Indië                       |
| Taiwan                       | Afhankelijk gebied                                                  | Chinees: 臺灣 Japans:                                      |
| Wake                         | Bezet gebied                                                        | Japans: ウェーク島                                         |
| Vrij India                   | Vazalstaat: Voorlopige Regering van Vrij India (ook wel: Azad Hind) | Hindi: Japans:                                             |
| Zuid-Pacifisch Mandaatgebied | Mandaatgebied                                                       | Japans: Nan'yō-chō / 南洋庁                                |

### Nederlandse niet-onafhankelijke gebieden
Tijdens de Duitse bezetting van Nederland stonden de Nederlandse koloniën onder gezag van de Nederlandse regering in ballingschap.
| Korte landsnaam (Nederlands) | Status             | Korte landsnaam (oorspronkelijke taal/talen) |
| ---------------------------- | ------------------ | -------------------------------------------- |
| Curaçao                      | Overzees rijksdeel | Nederlands: Gebiedsdeel Curaçao              |
| Suriname                     | Overzees rijksdeel | Nederlands: Suriname                         |

### Nieuw-Zeelandse niet-onafhankelijke gebieden
| Korte landsnaam (Nederlands) | Status             | Korte landsnaam (oorspronkelijke taal/talen) |
| ---------------------------- | ------------------ | -------------------------------------------- |
| Cookeilanden                 | Afhankelijk gebied | Engels: Cook Islands                         |
| Niue                         | Afhankelijk gebied | Engels: Niue                                 |
| Ross Dependency              | Afhankelijk gebied | Engels: Ross Dependency                      |
| Unie-eilanden                | Afhankelijk gebied | Engels: Union Islands                        |
| West-Samoa                   | Mandaatgebied      | Engels: Western Samoa                        |

### Noorse niet-onafhankelijke gebieden
Tijdens de Duitse bezetting van Noorwegen stond Jan Mayen niet onder Duitse bezetting.
| Korte landsnaam (Nederlands) | Status                                                 | Korte landsnaam (oorspronkelijke taal/talen) |
| ---------------------------- | ------------------------------------------------------ | -------------------------------------------- |
| Jan Mayen                    | Gebied onder bestuur van de gouverneur van Spitsbergen | Noors: Jan Mayen                             |

### Portugese niet-onafhankelijke gebieden
| Korte landsnaam (Nederlands)                | Status  | Korte landsnaam (oorspronkelijke taal/talen) |
| ------------------------------------------- | ------- | -------------------------------------------- |
| Kaapverdië                                  | Kolonie | Portugees: Cabo Verde                        |
| Macau                                       | Kolonie | Portugees: Macau                             |
| Portugees-Guinea                            | Kolonie | Portugees: Guiné Portuguesa                  |
| Portugees-Indië (ook wel: Goa)              | Kolonie | Portugees: Estado da Índia Portuguesa        |
| Portugees-Oost-Afrika (ook wel: Mozambique) | Kolonie | Portugees: África Oriental Portuguesa        |
| Portugees-West-Afrika (ook wel: Angola)     | Kolonie | Portugees: África Ocidental Portuguesa       |
| Sao Tomé en Principe                        | Kolonie | Portugees: São Tomé e Príncipe               |

### Niet-onafhankelijke gebieden van de Sovjet-Unie
| Korte landsnaam (Nederlands)  | Status                                                            | Korte landsnaam (oorspronkelijke taal/talen)      |
| ----------------------------- | ----------------------------------------------------------------- | ------------------------------------------------- |
| Finland (vanaf 19 september)  | Republiek Finland onder militaire bezetting van de Sovjet-Unie    | Fins: Suomi Russisch: Финляндия Zweeds: Finland   |
| Bulgarije (vanaf 9 september) | Koninkrijk Bulgarije onder militaire bezetting van de Sovjet-Unie | Bulgaars: Bălgarija / България Russisch: Болгария |
| Roemenië (vanaf 12 september) | Koninkrijk Roemenië onder militaire bezetting van de Sovjet-Unie  | Roemeens: România Russisch: Румыния               |
| Toeva (tot 11 oktober)        | Vazalstaat: Volksrepubliek Tannoe-Toeva                           | Russisch: Tyva / Тува́ Toevaans: Tıwa / Тьва       |

### Spaanse niet-onafhankelijke gebieden
| Korte landsnaam (Nederlands) | Status       | Korte landsnaam (oorspronkelijke taal/talen)                                  |
| ---------------------------- | ------------ | ----------------------------------------------------------------------------- |
| Ifni                         | Protectoraat | Spaans: Ifni                                                                  |
| Spaans-Guinea                | Kolonie      | Spaans: Guinea Española                                                       |
| Spaans-Marokko               | Protectoraat | Arabisch: Isbāniyā fi-l-Magrib / إسبَانِيَا بالمَغْربْ Spaans: Español de Marruecos |
| Spaanse Sahara               | Kolonie      | Spaans: Sahara Español                                                        |

### Zuid-Afrikaanse niet-onafhankelijke gebieden
| Korte landsnaam (Nederlands) | Status        | Korte landsnaam (oorspronkelijke taal/talen)                                    |
| ---------------------------- | ------------- | ------------------------------------------------------------------------------- |
| Zuidwest-Afrika              | Mandaatgebied | Afrikaans: Suidwes-Afrika Engels: South West Africa Nederlands: Zuidwest-Afrika |